# Avianca Telecom
Avianca-Telecom  fue un equipo ciclista colombiano que compitió profesionalmente entre el 1997 y 1998. 
Sus éxitos profesionales más importantes los consiguió a la Vuelta en Colombia donde José Castelblanco consiguió la victoria final en 1997 y 1998.

## Principales resultados
- Vuelta en Colombia: José Castelblanco (1997, 1998)

### Grandes Vueltas
- Giro de Italia
  - 0 participaciones

- Tour de Francia
  - 0 participaciones

- Vuelta a España 
  - 2 participaciones (1997, 1998)
  - 0 victorias de etapa:

## Clasificaciones UCI
Hasta el 1998 los equipos ciclistas se encontraban clasificados dentro de la UCI en una única categoría. El 1999 la clasificación UCI por equipos se dividió entre GSI, GSII y GSIII. De acuerdo con esta clasificación los Grupos Deportivos Y son la primera categoría de los equipos ciclistas profesionales. La siguiente clasificación establece la posición del equipo al finalizar la temporada
| Temporada | Clasificación por equipos | Mejor ciclista en la clasificación individual |
| --------- | ------------------------- | --------------------------------------------- |
| 1997      | 30è                       | José Castelblanco (114è)                      |
| 1998      | 42è                       | José Castelblanco (152è)                      |